# Dzierzgoń (Fluss)
Dzierzgoń [ˈd͡ʑɛʒɡɔɲ], deutsch Sorge, ist ein Fluss in den historischen Landschaften Pomesanien und Pogesanien östlich der unteren Weichsel.
Der Fluss entspringt bei Wielki Dwór (deutsch Ankern) in der Gemeinde Małdyty (deutsch Maldeuten) und mündet nach etwa 45 km in den Druzno (deutsch Drausensee), dessen Abfluss, der schiffbare Elbląg (deutsch Elbing), ins Zalew Wiślany (Frisches Haff) mündet.
Am Fluss wurde im 13. Jahrhundert die Stadt Christburg gegründet. Seit 1945 wird diese auf Polnisch ebenfalls Dzierzgoń genannt. Der See Dzierzgoń (deutsch Sorgensee) befindet sich dagegen im Verlauf der Liwa (Liebe), des größten Zuflusses der Nogat.
Der prußische Name Sirgun bedeutet „Hengst-Fluss“. Mit dem Zweiten Frieden von Thorn 1466 wurde die Sorge (fluvium Szirge) von Christburg bis zum Drausensee Grenzfluss zwischen dem Herzogtum Preußen und dem Preußen Königlichen Anteils.